# منحنى V

منحنى V لمحرك متزامن

## منحنى V
في هندسة الطاقة والهندسة الكهربائية، منحنى V (بالإنجليزية: V curve)‏ هو الرسم البياني الذي يبين علاقة التيار الكهربائي لعضو الإنتاج في المحرك (armature current)  بالحقل المغناطيسي المتولد من العضو الثابت (stator) للمحرك المتزامن. يهدف المنحنى لتوضيح التغير في قيمة تيار عضو الإنتاج بناءً على تغير قيمة فرق جهد الإثارة (exitation voltage). 

## مقلوب منحنى V
مقلوب المنحنى مهو رسم لتوضيح العلاقة بين عامل القدرة كاقتران لتيار الحقل. الهدف من هذا الرسم هو أيضا توضيح العلاقة بين تغير كل من معامل القدرة وتيار الحقل للآلة (field current) المتزامنة.